# 川村朋美
川村 朋美（かわむら ともみ、1980年12月11日 - ）は、日本の元AV女優。
神奈川県出身。

## 略歴
1999年に成人映画『新任バスガイド 狙われた秘湯ツアー』で初脱ぎ、2000年に『もぎたてのアロマ』でAVデビューした。
現在は引退している。

## 作品

### アダルトビデオ
- もぎたてのアロマ（2000年1月30日、アトラス21）
- おねだりウェイトレス（2000年3月31日、アトラス21）
- ザ・コールガール11（2000年4月15日、アトラス21）

成人映画
- 新任バスガイド 狙われた秘湯ツアー（1999年制作、DVD/2006年8月24日、ティーエムシー）他出演:西野美緒、青山円、翔見磨子[1]
- 性感女子大生 淫らに読んで（2000年4月21日、ミュージアム）

### 写真集
- 天然果汁―川村朋美 （竹内彩の新人女優シリーズ）黒田出版興文社、2000年 ISBN 978-4876732968